# ایتالیا
ایتالیا (به ایتالیایی: Italia) با نام رسمی جمهوری ‌ایتالیا (به ایتالیایی: Repubblica Italiana)، کشوری فراقاره‌ای است که در اروپای جنوبی و اروپای مرکزی قرار گرفته و پایتخت آن، شهر تاریخی رم است. ایتالیا نهمین اقتصاد بزرگ جهان از نظر تولید ناخالص داخلی است. خیلی از افراد نام ایتالیا را به عنوان کشوری بزرگ،مستقل،زیبا،قدرتمند،مشهور و پرطرفدار میشناسند.
این کشور از شبه‌جزیره ایتالیا و دو جزیرهٔ سیسیل و ساردِنی در دریای مدیترانه تشکیل شده است. امروزه ایتالیا کشوری توسعه‌یافته است و جزو گروه هفت به‌شمار می‌آید. کشور ایتالیا به دلیل شکل ظاهری قلمرو آن به کشور چکمه‌ای معروف و ملقب است. واحد پول ایتالیا، یورو و زبان رسمی آن ایتالیایی است. جمعیت ایتالیا حدود ۶۰٫۴ میلیون نفر است و ۹۳/۹ درصد مردم آن مسیحی هستند. ایتالیا پنجمین کشور پرجمعیت اروپا و بیست و سومین کشور پرجمعیت دنیا است.
ایتالیا آب و هوای معتدل فصلی دارد و آب‌وهوای مناطق ساحلی آن با شرایط هوایی کوهستان‌های داخلی تفاوت زیادی دارد. دو کشور مستقل بسیار کوچک به نام‌های واتیکان و سان مارینو در درون خاک ایتالیا قرار دارند و یک تکه از خاک ایتالیا هم در داخل سوئیس قرار دارد که کامپیونه دیتالیا نامیده می‌شود. رم، به عنوان پایتخت امپراتوری روم و اقامتگاه پاپ، برای سده‌های پیاپی از مراکز سیاسی و مذهبی تمدن غرب بود. پس از فروپاشی امپراتوری روم، منطقهٔ ایتالیا به مناطق و شهرهای خودگردان بسیاری تقسیم شده بود (از جمله جمهوری ونیز و دولت کلیسا) ولی واحدهای مختلف سیاسی در ناحیه ایتالیا در سال ۱۸۶۱ متحد شده و کشور کنونی ایتالیا را به‌وجود آوردند. ایتالیا خاستگاه رنسانس است که دورهٔ تجدید بزرگ فرهنگ و هنر از نقاشی و مجسمه‌سازی تا ادبیات و نمایش بود.ایتالیا به عنوان سرزمین شراب شناخته میشود.
ویرایش کننده:بردیا اکبری

## نام‌شناسی
یکی از فرضیه‌های بی‌شمار خاستگاه نام ایتالیا این است که از واژه Víteliú در زبان باستانی اتروسکی وام گرفته که هم‌ریشه آن در زبان لتونیایی، تلش به معنای گوساله است. واژه هم‌ریشه آن در فارسی واژه تلیسه به معنای گاو شیرده است.

## تاریخ

### دوران باستان و میانه
در دوران باستان، ایتالیا تحت حاکمیت اتروسک‌ها، یونانی‌ها و سپس رومی‌ها قرار داشت. در دورهٔ قرون وسطی، کنترل بخش‌هایی از این سرزمین به‌تناوب در اختیار پاپ‌ها، فرانک‌ها، بیزانسی‌ها و نورمن‌ها بود. اتحاد ایتالیا (۱۸۴۸–۱۸۷۰) با چالش‌های متعددی همراه بود که از مهم‌ترین آن‌ها، یکپارچه‌سازی سرزمینی با تفاوت‌های عمدهٔ سیاسی و اقتصادی بود.

### اتحاد ایتالیا

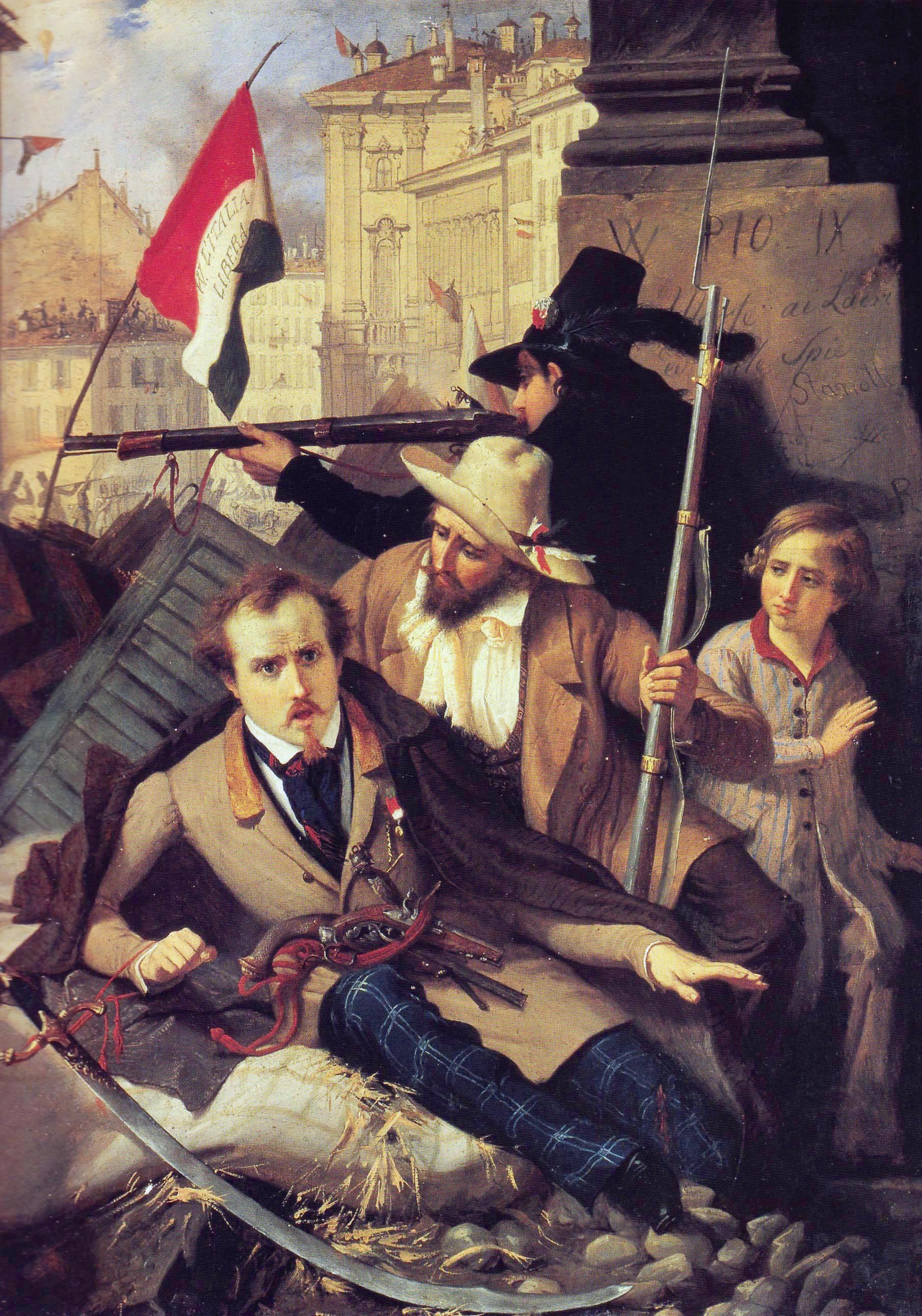
پنج روز میلان

به‌کارگیری ساختارهای اداری دوره رژیم سلطنتی ساوویا در طول زمان باعث وخیم‌تر شدن اختلافات قبلی میان مناطق مختلف ایتالیا شد و به دنبال آن موج مهاجرت طبقهٔ روستایی به سوی آمریکای شمالی و جنوبی آغاز شد. میان سال‌های پایانی سده نوزدهم و سال‌های آغازین سده بیستم، چند میلیون ایتالیایی به خارج از کشور مهاجرت کردند.
از نظر اقتصادی و اجتماعی، دورهٔ پیش از اتحاد تا آغاز جنگ جهانی اول با رشد کلی کشور همراه بود. این رشد، که بر پایهٔ موقعیت بین‌المللی مثبت ایتالیا شکل گرفت، موجب بهبود وضعیت مالی، تقویت ساختارهای دولتی و توسعهٔ بخش‌های کلیدی صنعتی شد.
سرمایه‌گذاری خارجی نیز نقشی مهم در این روند ایفا کرد. با این حال، اختلافات میان مناطق روستایی و شهری همچنان پابرجا بود. این دوره، که با نخستین مراحل صنعتی‌سازی کشور همراه شد، به ظهور احزاب سیاسی و شکل‌گیری یک ساختار اجتماعی نوین انجامید. این تحولات، همراه با تنش‌های اجتماعی ناشی از آن، تأثیر عمیقی بر تاریخ معاصر ایتالیا گذاشت.

### جنگ جهانی اول

ایتالیا و مستعمرات پیشینش.

به دنبال برخورداری شهروندان از حق رأی در سال ۱۹۱۳، روند یکپارچه‌سازی سیاسی کشور تکمیل شد. چهرهٔ بین‌المللی ایتالیا که به دنبال اصلاحات آغاز شده پس از اتحاد هماهنگ‌تر و مدرن‌تر شده بود، وجهه بیشتری یافته و تقویت شد. در آستانهٔ جنگ جهانی اول، ایتالیا چشم‌انداز ترسیم شده تا آن زمان را دگرگون ساخته و در کنار قدرت‌های متحد فرانسه، انگلیس و ایالات متحده وارد جنگ شد. به‌دنبال کنفرانس صلح پاریس در سال ۱۹۱۹ مناطق ترنتینو، التوادیجه و ونتریا جولیا به‌دست‌آورد.
ایتالیا هر چند از جنگ پیروز خارج شده بود اما از دیدگاه اقتصادی زیر بار فشارهای وارده دچار چنان آشفتگی‌هایی شد که دولت‌های وقت توان هدایت آن را به‌سوی دستاوردهای مثبت را نداشتند. در این برهه برخی از تشکیلات سیاسی که بعدها ده‌ها سال بر آینده کشور تأثیرات عمیقی گذاشت، پا به عرصه وجود گذاردند. از جمله حزب ملت (۱۹۱۹) که بعدها به حزب دموکرات مسیحی تغییر شکل داد، حزب سوسیالیست، حزب کمونیست که توسط گرامشی پایه‌گذاری شد (۱۹۲۱) و طبقات مبارز که توسط موسولینی شکل گرفت (۱۹۱۹) و بعداً در سال ۱۹۲۱ به حزب فاشیست ملی تغییر شکل داد و عامل به قدرت رسیدن موسولینی شد.

### دوره میان دو جنگ و جنگ جهانی دوم

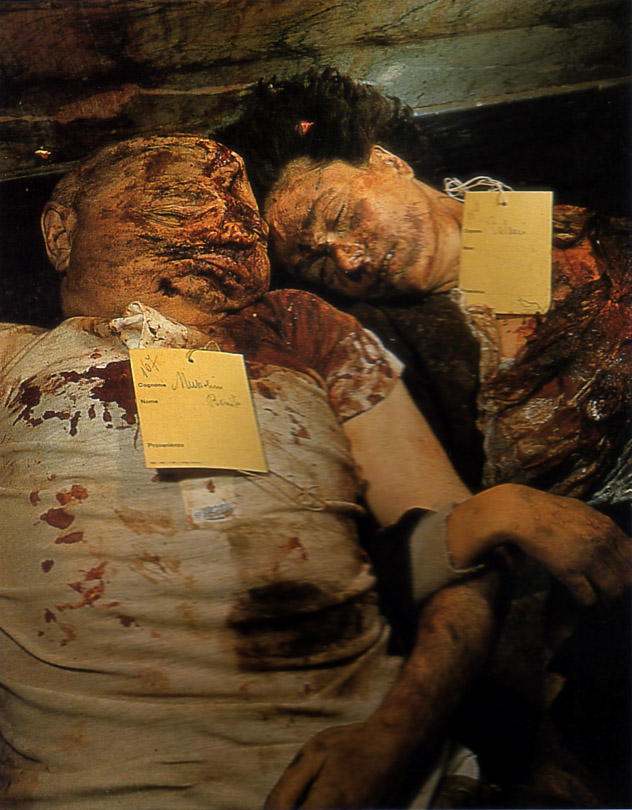
جنازه موسولینی و کلارا پتاچی در میلان پس از جنگ جهانی دوم

در سال ۱۹۲۵ با ممنوع شدن فعالیت تمامی دیگر احزاب، دوره رژیم فاشیست آغاز شد که با سیاست استبدادی و در پوشش ملی‌گرایی، باعث دگرگونی‌های ریشه‌ای در زندگی مردم این کشور گردید. این رژیم برای ممانعت از دشمنی کلیسای کاتولیک، در سال ۱۹۲۹ به توافقی با واتیکان دست یافت. در این سال‌ها اقدامات جدی برای تقویت و توسعه فعالیت‌های صنعتی و کشاورزی صورت گرفت. در زمینه سیاست خارجی، موسولینی سعی کرد با اتکا به سیاست توسعه‌طلبانه و قدرت‌های متحد، برای خود آبرو آفرینی کند که نقطهٔ اوج آن اتحاد با آلمان و ورود به جنگ جهانی دوم (۱۹۴۵–۱۹۴۰) علیه متفقین و متعاقباً سقوط رژیم فاشیست به‌دنبال ناکامی‌های نظامی بود. ایتالیا در مجموع ۳٫۵ میلیون را جنگ جهانی دوم بسیج کرد و بین سال‌های ۱۹۴۰ تا ۱۹۴۳ متحمل ۲۳۰ هزار نفر تلفات گردید. بازسازی دموکراسی و اداره وضعیت سخت کشور پس از پایان جنگ و کوشش در از بین بردن هر آنچه از رژیم فاشیست به ارث مانده بود، باعث شد تا مجمع قانون اساسی شکل بگیرد. در دوم ژوئیه سال ۱۹۴۶، و به‌دنبال انجام همه‌پرسی «جمهوری ایتالیا» متولد شد و این تاریخ تبدیل به جشن ملی شد. قانون اساسی جدید از تاریخ اول ژانویه ۱۹۴۸ رسمیت یافته و به مرحله اجرا درآمد.
ایتالیا بعد از جنگ، تلاش زیادی برای نزدیکی به کشورهای غرب انجام داد و در این راستا به ناتو ملحق شد. در سطح اروپا، ایتالیا در آن دوره از جمله کشورهایی بود با حداکثر توان در راستای یکپارچگی اروپا در طی مراحل مختلف آن، چه از نظر اقتصادی و چه سیاسی کوشش کرد. از اول ژانویه ۱۹۹۹، ایتالیا از جمله ۱۱ کشوری است که واحد پولی یورو را به عنوان پول واحد برگزید.

## جغرافیا

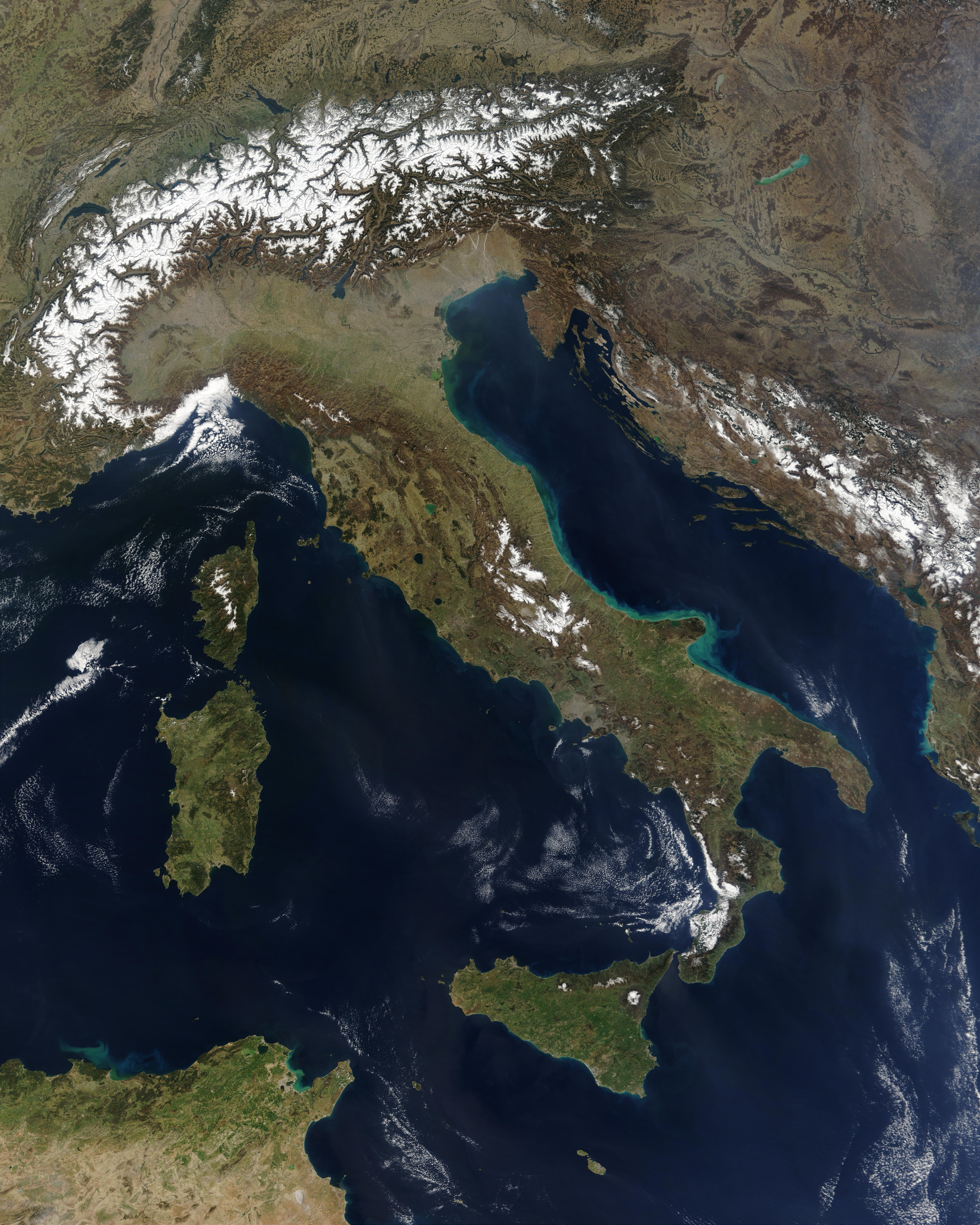
تصویر ماهواره‌ای از ایتالیا

ایتالیا با نقشه‌ای شبیه چکمه در جنوب اروپا با مختصات جغرافیایی تقریبی ۵۰ ۲۲ شمالی، ۳۰ ۱۲ شرقی قرار دارد. مساحت کل آن ۳۰۱٬۳۴۰ کیلومتر مربع (تقریباً یک پنجم ایران) است که از آن ۲۹۴٬۰۲۹ کیلومتر مربع خشکی و ۷۲۱۰ کیلومتر مربع آب است. ۷۶۰۰ کیلومتر ساحل دارد. جزایر ساردنی و سیسیل در دریای مدیترانه نیز جزو ایتالیا است که می‌توان با کشتی یا هواپیما به آنها رسید. همچنین این کشور از جنوب با لیبی مرزهای دریایی مشترک دارد. آب و هوای ایتالیا مدیترانه‌ای است. در شمال به دلیل وجود رشته‌کوه آلپ سرد، در جنوب خشک و در کل کشوری تقریباً گرم است. بلندترین نقطه آن کوه مونته بیانکو با ارتفاع ۴۸۰۸ متر از سطح دریا و کمترین ارتفاع آن هم‌سطح با دریای مدیترانه است.
مرزهای این کشور ۲۹۳۲۱ کیلومتر است. با کشورهای زیر مرز مشترک دارد:
- اتریش: ۴۳۰ کیلومتر
- فرانسه: ۴۸۸ کیلومتر
- واتیکان: ۳٫۲ کیلومتر (واتیکان در داخل شهر رم پایتخت ایتالیا قرار دارد)
- سان مارینو: ۳۹ کیلومتر (کشور سان مارینو در شمال ایتالیا و در دل ایالت امیلیا رومانیا قرار دارد)
- اسلوونی: ۲۳۲ کیلومتر
- سوئیس: ۷۴۰ کیلومتر

### تقسیمات کشوری
ایتالیا از نظر جغرافیایی به ۲۰ ناحیه تقسیم می‌شود که ۵ ناحیهٔ آن دارای نوعی خودمختاری در وضع قوانین محلی است و امور این نواحی توسط انتخاب‌شدگان محلی انجام می‌شود. از سوی دیگر ایتالیا به ۱۱۰ استان و ۸٬۱۰۰ شهرداری تقسیم می‌شود. علاوه بر این در سال ۲۰۰۹ میلادی ۱۵ شهر ایتالیا به عنوان ابرشهر یا متروپولیس در نظر گرفته شدند که البته این تقسیمات جدید هنوز به مرحله رسمی و اجرایی نرسیده است.
| ناحیه‌ها              | مرکز      | مساحت (کیلومتر مربع) | مساحت (مایل مربع) | جمعیت     |
| -------------------- | --------- | -------------------- | ----------------- | --------- |
| آبروتزو              | لاکوئیلا  | ۱۰٬۷۶۳               | ۴٬۱۵۶             | ۱٬۳۴۲٬۱۷۷ |
| واله دائوستا*        | ائوستا    | ۳٬۲۶۳                | ۱٬۲۶۰             | ۱۲۸٬۱۲۹   |
| آپولیا               | باری      | ۱۹٬۳۵۸               | ۷٬۴۷۴             | ۴٬۰۹۰٬۵۷۷ |
| باسیلیکاتا           | پوتنزا    | ۹٬۹۹۵                | ۳٬۸۵۹             | ۵۸۷٬۶۸۰   |
| کالابریا             | کاتانزارو | ۱۵٬۰۸۰               | ۵٬۸۲۲             | ۲٬۰۱۱٬۵۳۷ |
| کامپانیا             | ناپل      | ۱۳٬۵۹۰               | ۵٬۲۴۷             | ۵٬۸۳۳٬۱۳۱ |
| امیلیا-رومانیا       | بولونیا   | ۲۲٬۴۴۶               | ۸٬۶۶۶             | ۴٬۴۲۹٬۷۶۶ |
| فریولی ونتزیا جولیا* | تریسته    | ۷٬۸۵۸                | ۳٬۰۳۴             | ۱٬۲۳۵٬۷۶۱ |
| لاتزیو               | رم        | ۱۷٬۲۳۶               | ۶٬۶۵۵             | ۵٬۷۲۴٬۳۶۵ |
| لیگوریا              | جنوا      | ۵٬۴۲۲                | ۲٬۰۹۳             | ۱٬۶۱۶٬۹۹۳ |
| لمباردی              | میلان     | ۲۳٬۸۴۴               | ۹٬۲۰۶             | ۹٬۹۰۹٬۳۴۸ |
| مارکه                | آنکونا    | ۹٬۳۶۶                | ۳٬۶۱۶             | ۱٬۵۶۴٬۸۸۶ |
| مولیز                | کامپوباسو | ۴٬۴۳۸                | ۱٬۷۱۳             | ۳۱۹٬۸۳۴   |
| پیمونت               | تورین     | ۲۵٬۴۰۲               | ۹٬۸۰۸             | ۴٬۴۵۶٬۵۳۲ |
| ساردنی*              | کالیاری   | ۲۴٬۰۹۰               | ۹٬۳۰۱             | ۱٬۶۷۵٬۲۸۶ |
| سیسیل*               | پالرمو    | ۲۵٬۷۱۱               | ۹٬۹۲۷             | ۵٬۰۵۰٬۴۸۶ |
| توسکانی              | فلورانس   | ۲۲٬۹۹۳               | ۸٬۸۷۸             | ۳٬۷۴۹٬۰۷۴ |
| ترنتینو آلتو آدیجه*  | ترنتو     | ۱۳٬۶۰۷               | ۵٬۲۵۴             | ۱٬۰۳۶٬۶۳۹ |
| اومبریا              | پروجا     | ۸٬۴۵۶                | ۳٬۲۶۵             | ۹۰۶٬۶۷۵   |
| ونتو                 | ونیز      | ۱۸٬۳۹۹               | ۷٬۱۰۴             | ۴٬۹۳۶٬۱۹۷ |

## گروه‌های قومی و نژادی
ایتالیایی‌ها. گروه‌های نژادی آلمانی، فرانسوی و ایتالیایی اسلاوتبار در شمال و آلبانیایی‌تبار و ایتالیایی یونانی‌تبار نیز در جنوب هستند. در سال ۲۰۰۵ نزدیک به ۵٪ از جمعیت ایتالیا خارجی‌ها بوده‌اند. ۱۰٪ کودکانی که در سال ۲۰۰۷ در ایتالیا به دنیا آمده‌اند، دست‌کم یکی از والدینشان خارجی بوده‌اند. در سال ۲۰۰۷ بیشترین مهاجرت‌ها به ایتالیا به ترتیب از اروپای شرقی (۵۲٫۰۲٪) شمال آفریقا (۱۶٫۱۷٪) آسیا (۱۶٫۰۸٪) و آمریکا لاتین (۸٫۵٪) بوده است.

## زبان‌ها
عمده ایتالیایی‌ها رومی‌تبار هستند و زبان‌های رایج در ایتالیا هم تقریباً همگی شاخه‌هایی از زبان رومی به‌شمار می‌روند. با وجود اینکه زبان رسمی ایتالیا زبان ایتالیایی است اما زبان‌های پرگویشور دیگری در این کشور وجود دارند که حالتی نیمه رسمی و گاه محلی دارند. بسیاری از این زبان‌ها در معرض نابودی قرار گرفته‌اند که شروع مرگ تدریجی این زبان‌ها به دوره حکومت فاشیسم بر ایتالیا بازمی‌گردد.
ایتالیایی زبان رسمی این کشور است که از سال ۱۸۶۱ تاکنون این مقام را دارد.
- آلمانی: آلمانی زبان رسمی ایالت خودمختار تیرول جنوبی در شمال ایتالیا است. همچنین در بخش‌هایی از ایالت بولتزانو به دلیل هم‌مرز بودن با اتریش مردم به این زبان تکلم می‌کنند.
- فرانسوی: در شمال غربی و در ایالت وال له داوستا به دلیل هم‌مرز بودن با فرانسه مردم با این زبان آشنایی دارند.
- لیگوری: در مناطق شمالی ایتالیا به ویژه شهر جنوا رایج است و بیش از یک میلیون گویشور در ایتالیا دارد. گویش جنوایی و بریگاسکی از مهم‌ترین گویش‌های این زبان در ایتالیا هستند.
- اسلوونیایی: در شهرهای تریسته و گوریتزیا مردم به دلیل همسایگی با اسلوونی با این زبان آشنایی دارند.
- لومباردی: در مناطق شمالی ایتالیا به ویژه نقاط هم‌مرز با سوئیس رایج است و بیش از سه میلیون گویشور در ایتالیا دارد.
- پیدمونتی: زبان رایج منطقه پیدمونت ایتالیا است که بیش از دومیلیون نفر از مردم ایتالیا بدان تکلم می‌کنند.
- ونیزی: زبان قدیمی منطقه ونیز که از زبان‌های رومی به‌شمار می‌رود و در ایتالیا قریب دو میلیون نفر از اهالی منطقه ونیز و مناطق مجاور بدان تکلم می‌کنند. این زبان در اسلوونی نیز رایج است.
- ناپلی: زبان رایج منطقه جنوب ایتالیا به ویژه نواحی پالرمو و ناپولی است که بیش از شش میلیون نفر از سکنه ایتالیا بدان سخن می‌گویند. گویش ایتالیایی جنوبی در واقع گویشی از همین زبان است و نه ایتالیایی.
- توسکانی: زبان رایج در منطقه توسکانی است که گاهی گویشی از زبان ایتالیایی نیز شمرده می‌شود. حدود سه میلیون تن به این زبان تکلم می‌کنند.
- ساساری: این زبان اگرچه تنها ۱۲۵ هزارتن گویشور دارد اما در منطقه خودمختار ساردینیا زبان رسمی به‌شمار می‌رود.
- ساردوکمپیدانی از زبان‌های بومی جنوب ایتالیا است که هنوز نزدیک به یک میلیون گویشور دارد اما بیشتر گویشورانش در مناطق کوهستانی شمال ایتالیا به‌سر می‌برند که این به دلیل سیاست‌های فاشیستی ایتالیا در زمان جنگ جهانی دوم بوده است.
- زبان ایتالیایی-یهودی از زبان‌های رومی است که در ایتالیا امروزه بیش از دویست تن گویشور ندارد.

## دین‌ها
| دین در ایتالیا، سال ۲۰۰۹ | دین در ایتالیا، سال ۲۰۰۹ | دین در ایتالیا، سال ۲۰۰۹ | دین در ایتالیا، سال ۲۰۰۹ | دین در ایتالیا، سال ۲۰۰۹ |
| ------------------------ | ------------------------ | ------------------------ | ------------------------ | ------------------------ |
| دین                      | دین                      |                          | درصد                     | درصد                     |
| مسیحیت                   | مسیحیت                   |                          | ۹۳٫۹٪                    | ۹۳٫۹٪                    |
| بی‌دین                    | بی‌دین                    |                          | ۴٫۶٪                     | ۴٫۶٪                     |
| اسلام                    | اسلام                    |                          | ۱٪                       | ۱٪                       |
| بودیسم                   | بودیسم                   |                          | ۰٫۲٪                     | ۰٫۲٪                     |
| هندوئیسم                 | هندوئیسم                 |                          | ۰٫۱٪                     | ۰٫۱٪                     |
| سیکیسم                   | سیکیسم                   |                          | ۰٫۱٪                     | ۰٫۱٪                     |
| یهودیت                   | یهودیت                   |                          | ۰٫۱٪                     | ۰٫۱٪                     |

حاکمیت با آیین مسیحیت است و اکثریت با مسیحیت کاتولیک است، ولی پروتستانها، یهودیها و مسلمانان (که اکثراً مهاجر هستند) نیز در این کشور زندگی می‌کنند. ۹۳/۹٪ جمعیت ایتالیا مسیحی و بیشتر کاتولیک هستند که کمی بیشتر از یک سوم آن‌ها (۳۷/۵٪) عضو فعال هستند. امروزه ۷۱۵۰۰۰ نفر مسلمان در ایتالیا زندگی می‌کنند که (۱٪) جمعیت ایتالیا را تشکیل می‌دهند که از بین آن‌ها فقط ۳۰۰۰۰ نفر ملیت ایتالیایی دارند.

## شهرهای پر جمعیت ایتالیا ۲۰۲۱

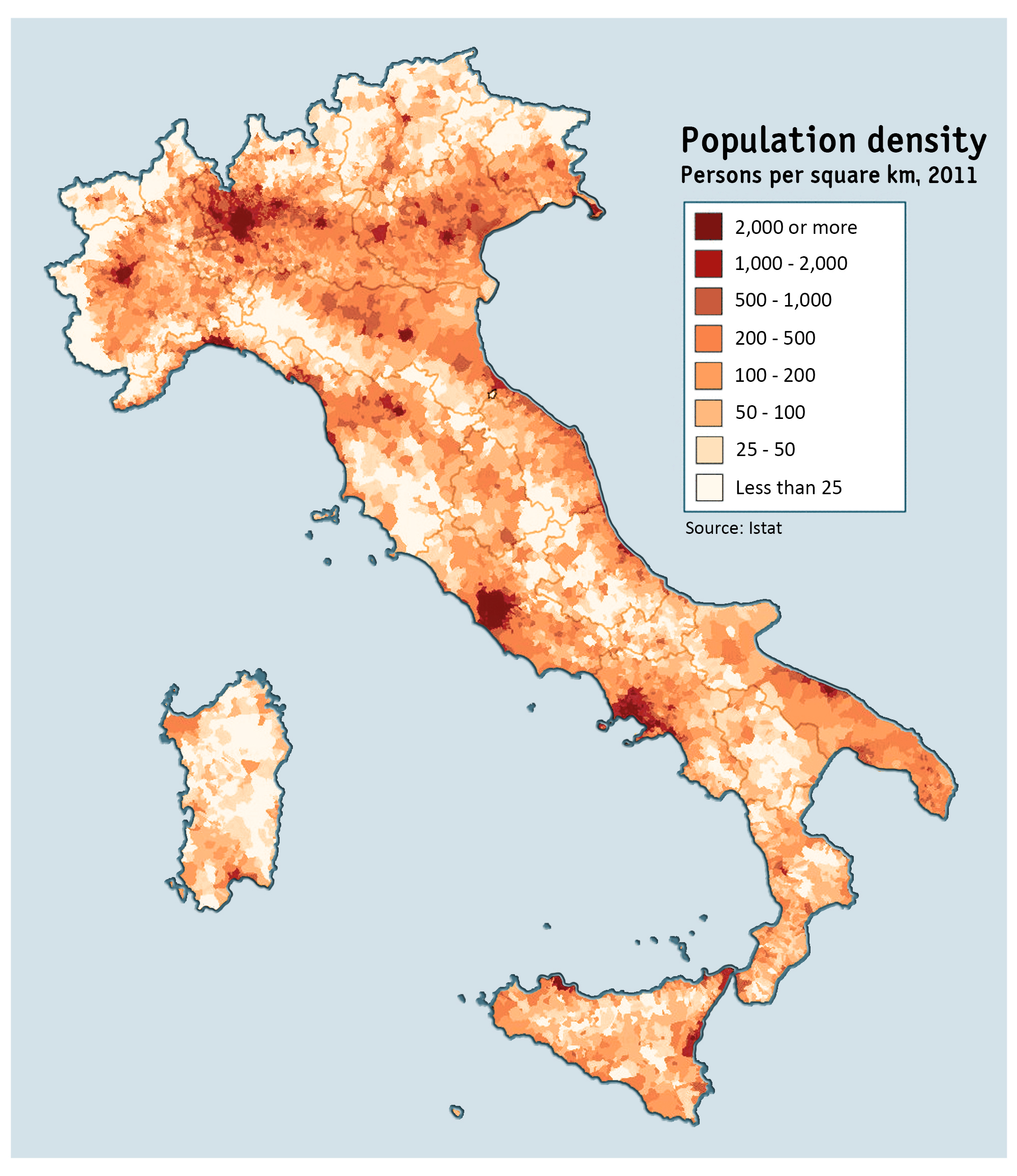
تراکم جمعیت در ایتالیا

| شهر     | جمعیت     |
| ------- | --------- |
| رم      | ۴٬۲۷۸٬۰۰۰ |
| میلان   | ۳٬۱۴۴٬۰۰۰ |
| ناپل    | ۹۷۸٬۰۰۰   |
| تورین   | ۸۹۷٬۰۰۰   |
| پالرمو  | ۶۷۸٬۰۰۰   |
| جنوآ    | ۵۹۲٬۰۰۰   |
| بولونیا | ۳۸۶٬۰۰۰   |
| فلورانس | ۳۸۱٬۰۰۰   |
| باری    | ۳۲۷٬۰۰۰   |
| کاتانیا | ۳۱۵٬۰۰۰   |
| ونیز    | ۲۶۴٬۰۰۰   |

## اقتصاد
ایتالیا دارای اقتصادی پیشرفته در نظام سرمایه‌داری و از اعضای مهم آن نظام است. از جمله مهم‌ترین صنایع کشور می‌توان به صنایع فلزکاری، ماشین‌آلات، شیمیایی، وسائل نقلیه، مواد غذایی و مشروبات، منسوجات و البسه، هواپیماسازی، کشتی‌سازی، پتروشیمی، الکتریکی، اتمی و جنگ‌افزار و انرژی پاک اشاره نمود. گندم، چغندر قند، ذرت، برنج، گوجه‌فرنگی، سبزی، میوه (نظیر هلو، گلابی و کیوی)، انگور، ماهی، گاو و خوک نیز مهم‌ترین محصولات کشاورزی و دامپروری کشور را تشکیل می‌دهند. تا سال ۲۰۱۰ تعداد ۱٫۶ میلیون مزرعهٔ کشاورزی در ایتالیا وجود داشته که این رقم ۳۲٫۴٪ کمتر از آمار سال ۲۰۰۰ است.
سرانه زمین مزروعی برای هر نفر بالغ بر ۳۲٫۰ هکتار است. تولید سالیانه گوشت گاو ۴۰۰٫۱ هزار تن، گوشت خوک ۵۰۰٫۱ هزار تن، گوشت گوسفند ۹۰۰٫۱۵۴ تن و ۸۰۶ هزار تن صید ماهی است. تولید سالیانه نیروی الکتریسیته نیز معادل ۱٫۲۴۱ میلیارد کیلووات ساعت است. جنوب ایتالیا بیشتر کشاورزی و به نسبت فقیرتر و شمال آن صنعتی و ثروتمندتر است.در دوره‌های اخیر با سرمایه‌گذاری و سیستم حمل و نقل مدرن و سریع در جنوب این کشور و با داشتن زیر ساخت‌های مناسب، تنوع غذا، اب و هوای عالی و طبیعت و تاریخ منحصر به فرد ایتالیا، امروزه محل مناسب تعطیلات شخصیت‌های شناخته شده و ستارگان سینما و موسیقی جهان شده است
فستیوال بسیاری از هنرها، مد، طراحی، مطالعات زمین، تاریخ و محل مشاهیر و بزرگان جهان بوده. در این کشور می‌تواند تعداد کارگران بیشتری در بازار کار وجود داشته باشد، زیرا مردان و زنان قبلاً در سن ۵۷ سالگی بازنشسته شده‌اند و نرخ بیکاری در آن نسبتاً بالا است یعنی ۸٫۲ درصد.

## سیاست

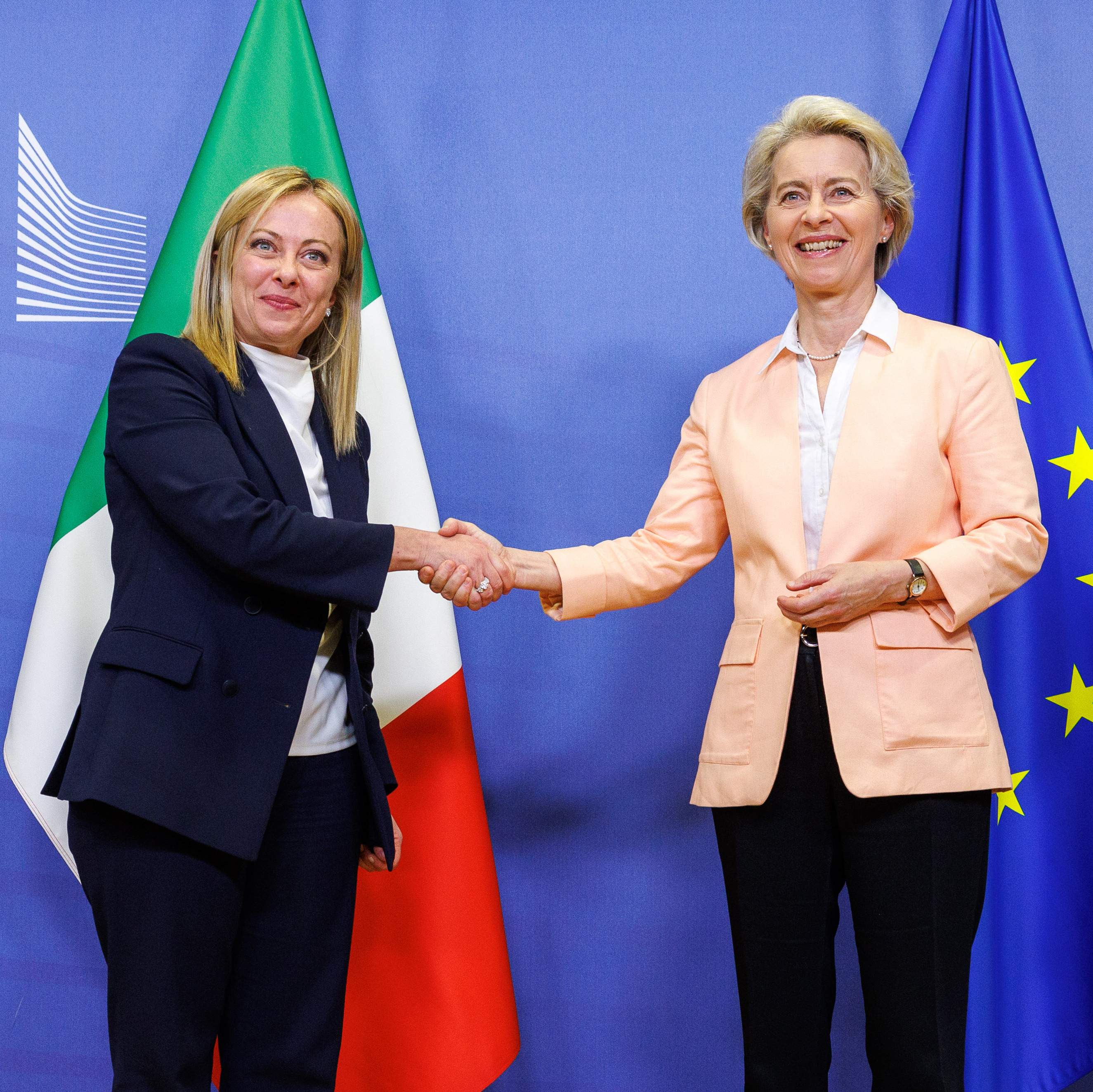
جورجا ملونی نخست‌وزیر ایتالیا و اورزولا لاین رئیس کمیسیون اروپا

ایتالیا دارای نظام جمهوری پارلمانی است. رئیس‌جمهور برای مدت هفت سال توسط یک مجمع ملی متشکل از پارلمان به علاوه اعضای پارلمانهای محلی به ترتیبی که در قانون اساسی آمده انتخاب شده و عملاً نقشی تشریفاتی برعهده دارد. هم‌اکنون سر جیو ماتارلا رئیس‌جمهور بوده که سابقاً عضو دیوان قانون اساسی بوده است.
نخست‌وزیر توسط رئیس‌جمهور مأمور تشکیل دولت شده و باید از مجلسین رای اعتماد بگیرد. پارلمان ایتالیا از دو مجلس نمایندگان و سنا تشکیل شده که مجلس نمایندگان با رای مستقیم و مخفی مردم انتخاب می‌شود و مجلس سنا از نمایندگان منطقه‌ای که آنها نیز توسط مردم انتخاب می‌گردند. احزاب در ایتالیا نقش عمده‌ای در پارلمان ایفا می‌کنند. حزب چپ میانه دموکراتیک و احزاب راست افراطی و پوپولیست لیگا به رهبری ماتئو سالوینی و جنبش پنج ستاره به رهبری لوئیجی دی مایو و سایر احزاب مانند فورزا ایتالیا در صحنه سیاسی این کشور حاضر هستند. در انتخابات که در سال ۲۰۱۸ برگزار شد جنبش پنج ستاره و حزب لیگا بیشترین آرا را به خود اختصاص داده و پس از گفتگوها برای تشکیل دولت سرانجام دولت ائتلافی به ریاست یک حقوق دان و استاد دانشگاه به نام جوزپه کونته تشکیل شده و ماتئو سالوینی به عنوان وزیر کشور و دی مایو به عنوان وزیر اقتصادی معرفی شدند. پس از ۱۴ ماه از پدید آمدن راست افراطی در ایتالیا که حکومتی ضد ساختار و ضد مهاجرت بود و با اتحادیه اروپا به مشکل برخورد چهارده ماه پس از تشکیل دولت ماتئو سالوینی که به خیال خود در نظرسنجی‌ها محبوبیتش افزایش داشته درخواست انتخابات زودهنگام کرده و در نتیجه پس از استعفای نخست‌وزیر در صحن سنا دولت سقوط کرد. رئیس‌جمهور به احزاب فرصت داد تا بتوانند بر سر تشکیل یک دولت جدید به نتیجه برسند که پس از گفتگوهای بسیار میان دوحزب پنج ستاره و دموکراتیک بالاخره هر دو بر سر دولت جدید توافق کرده و دوباره کونته نخست‌وزیر شد. ماتئو سالوینی که حالا باید در جایگاه اپوزسیون بنشیند در پیامی تنها وجه اشتراک این دو حزب را ضدیت با لیگا خواند. انتظار می‌رود کابینه جدید ایتالیا سیاستهای ملایم تری نسبت به دوره قبل اتخاذ کند.

## توان نظامی

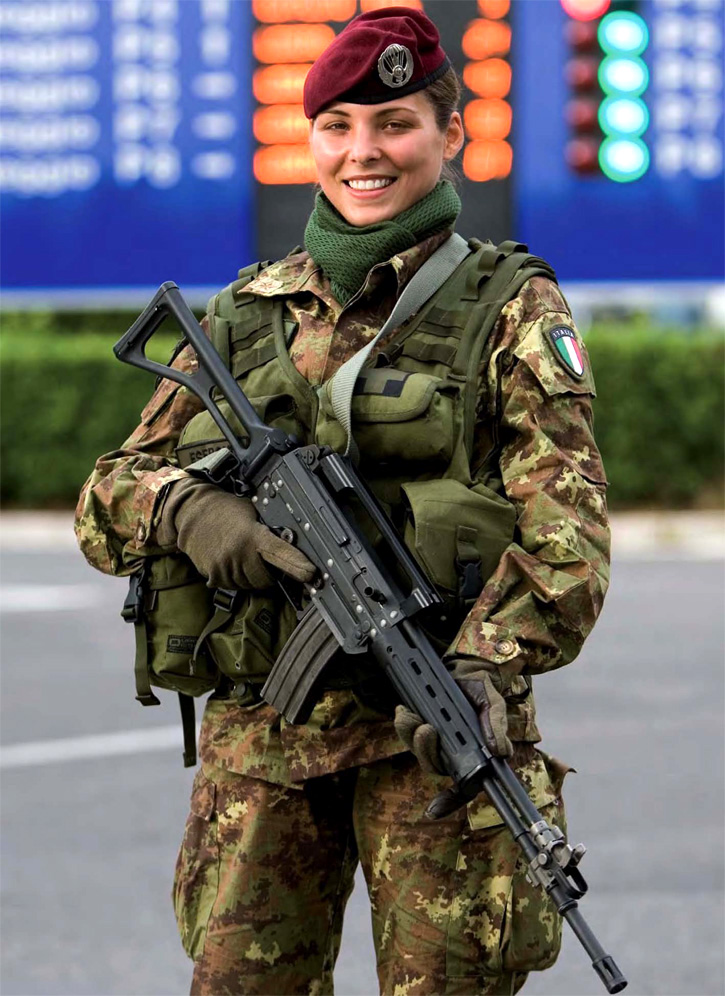
سرباز نیروی نظامی ایتالیا درحال گشت‌زنی در بازی‌های المپیک سال ۲۰۰۶

- نیروی زمینی ایتالیا: ۲۳۰٬۰۰۰ نفر (۱۹۲۰ عراده تانک)
- نیروی هوایی ایتالیا: ۷۶٬۰۰۰ نفر (۴۴۹ فروند هواپیمای جنگی)
- نیروی دریایی ایتالیا: ۴۸٬۰۰۰ نفر (۱ فروند ناو هواپیمابر، ۸ فروند زیردریایی، ۱ فروند ناو موشک‌انداز، ۳ فروند رزمناو و ۲۴ فروند ناوشکن)

## گردشگری
ایتالیا طبق رتبه‌بندی گردشگری جهان، چهارمین کشور است. بر اساس محاسبه‌ای که یونسکو انجام داده، بیش از نیمی از میراث فرهنگی جهانی در کشور ایتالیا واقع شده است، کشوری کوچک که مساحتش فقط ۰/۲۵ ٪ از کل خشکی‌های جهان است.
نشانه‌های باقی‌مانده از گذشته، آثار هنری و تنوع فوق‌العاده طبیعت در شبه جزیره ایتالیا از جمله عوامل جذب توریست در ایتالیا یکی از توریستی‌ترین کشورهای جهان به‌شمار می‌آید.
رم، فلورانس، ونیز و بسیاری شهرهای دیگر، از جمله مقصدهای هنری هستند که برنامه هر بازدیدکننده‌ای از شبه جزیره ایتالیا را تشکیل می‌دهند. در کنار این شهرهای بزرگ و معروف، میراثهای فرهنگی پنهانی هم در شهرهایی با تاریخ هزار ساله وجود دارند که البته در مسیر اصلی بازدیدها قرار ندارند و علی‌رغم اینکه کمتر شناخته شده‌اند، اما به همان اندازه شهرهای هنری ایتالیا دارای جذابیت هستند.
هر ساله به‌طور میانگین حدود شصت میلیون گردشگر خارجی از ایتالیا بازدید می‌کنند و از این نظر پنجمین کشور پربازدید شده در جهان است.
توریسم در عمل یکی از مهم‌ترین منابع اقتصادی ایتالیا به‌شمار می‌رود که حدود ۵/۵٪ از تولید داخلی کشور را به خود اختصاص داده است و این به معنای آنست که از نظر ارزش بالاتر از کل تولید بخش کشاورزی قرار دارد. به همین خاطر گردشگران خارجی در ایتالیا تمام ویژگی‌های مورد نظر خود از قبیل محل‌های تاریخی، کلاسیک، هنری، مدرن و تمام نیاز آرامش و رضایتمندی را تجربه خواهید کرد.

## غذاها
| نام فارسی     | نام انگلیسی   | تصویر | نام فارسی   | نام انگلیسی   | تصویر |
| ------------- | ------------- | ----- | ----------- | ------------- | ----- |
| آرانچینو      | Arancino      |       | آفوگاتو     | Affogato      |       |
| آنلی          | Anelli        |       | آنیولوتی    | Agnolotti     |       |
| بروسکتا       | Bruschetta    |       | بوکاتینی    | Bucatini      |       |
| بیگولی        | Bigoli        |       | پاستا       | Pasta         |       |
| پنه           | Penne         |       | پیتزا       | Pizza         |       |
| پولنتا        | Polenta       |       | تالیاتله    | Tagliatelle   |       |
| ترنته         | Trenette      |       | تورتلینی    | Tortellini    |       |
| راگو          | Ragù          |       | راویولی     | Ravioli       |       |
| ریزوتو        | Risotto       |       | دهان‌پَر      | Saltimbocca   |       |
| سیرابی شیردان | Tripe         |       | فاگوتینی    | Fagottini     |       |
| فتوچینی       | Fettuccine    |       | فریتاتا     | Frittata      |       |
| کاپرزه        | Caprese salad |       | کاپلینی     | Capellini     |       |
| کارپاچیو      | Carpaccio     |       | کامپانل     | Campanelle    |       |
| کلزون         | Calzone       |       | لازانیا     | Lasagne       |       |
| مافالده       | Mafalde       |       | ویل میلانیز | Veal Milanese |       |
| نوکی          | Gnocchi       |       | اسوبوکو     | Ossobuco      |       |